# 今藤洋子
今藤 洋子（こんどう ようこ、1975年（昭和50年）1月14日 - ）は、日本の女優である。千葉県千葉市出身、長野県長野市育ち。東京学芸大学演劇研究部出身。株式会社アンカット所属。

## 来歴
千葉で生まれ、生後まもなく長野に移住、高校卒業までを過ごす。東京学芸大学入学と共に上京。在学中、東京学芸大学演劇研究部「劇団漠」に在籍し、ほぼ毎日ジャージを着て、昼も夜も芝居漬けの生活だったという。大学内の敷地にテントを建て、野外公演なども積極的に行い、今日に至るまで様々な舞台に出演。
2007年頃まで、劇団「回転OZORA」の看板女優として活躍。ひとり芝居なども行う。劇団退団後も演技力を買われ、俳優の佐藤二朗主宰の「ちからわざ」や、同じく俳優の坂上忍作・演出の舞台に数多く出演。
2013年12月には鈴舟・内海賢二追悼公演では主演を務めた。
日本テレビ「踊る!さんま御殿!!」の再現VTRの常連だった。その際、性格にクセのある女性を担当することが多かった。

## 人物
1週間から1か月位のバックパック旅行が趣味。渡航国は、タイ、カンボジア、ベトナム、韓国、台湾、香港、マカオ、トルコ、ギリシャ、フランス、ドイツ、スイス。
趣味は映画鑑賞。古民家観察。プロレス観戦。好きなレスラーは小橋建太。
2012年、隣家が放火されたもらい火で、アパートの自室が全焼。部屋に巨大な穴が開き、家財一式すべてを失う。

## 活動内容

### 舞台

#### 1997年
- 回転OZORA「未だ見ぬ碧い手紙」(作・演出:村上秀樹)
- 劇団マグネシウムリボン「蛇一万匹」(作・演出:塚本健一)

#### 1998年
- 劇団マグネシウムリボン「圧力の卯月」(作・演出:塚本健一)
- 劇団マグネシウムリボン「俺のつむじ風」(作・演出:塚本健一)

#### 1999年
- シリアルナンバーズ「ジェフリー」
- 劇団阿佐々谷南南京小僧「太陽を盗んだ男」(作・演出:飯野邦彦)
- プレイヤーズリーグ「サイレント・プレイヤー」
- 回転OZORA「黄昏の笑顔」(作・演出:村上秀樹)
- 劇団マグネシウムリボン「暮れなずめ街」(作・演出:塚本健一)

#### 2000年
- 回転OZORA「Hallelujah」(作・演出:村上秀樹)

#### 2001年
- 回転OZORA「黄昏の笑顔」(作・演出:村上秀樹)
- 回転OZORA「BLOOD」(作・演出:村上秀樹)

#### 2002年
- 回転OZORA「Silent Snow Song」(作・演出:村上秀樹)
- 北区つかこうへい劇団「レバー」

#### 2003年
- 回転OZORA「June bride jn the sky」(作・演出:村上秀樹)
- 「メトロポリスプロジェクトvol.11」(作・演出:じんのひろあき)
- 回転OZORA「Bouquet」(作・演出:村上秀樹)

#### 2004年
- 「俺なら職安にいるぜ」(作・演出:じんのひろあき)
- 回転OZORA「N.O.」(作・演出:村上秀樹)
- 回転OZORA「monotera」(作・演出:村上秀樹)

#### 2006年
- 回転OZORA「ORANGE68%」(作・演出:村上秀樹)
- 回転OZORA「Nightbird」(作・演出:村上秀樹)
- 「ビューティフルドリーマー」(作・演出:じんのひろあき)
- 回転OZORA「喧騒浜茶屋凪日記」(作・演出:村上秀樹)

#### 2007年
- 回転OZORA「すずらん通り数え歌-Flower Shop Kodama-」(作・演出:村上秀樹)
- 今藤洋子ひとり芝居「mama.」作・演出:村上秀樹(回転OZORA)

#### 2008年
- バジリコ・F・バジオ「最北端の姉妹」(作・演出:佐々木充郭)

#### 2009年
- ちからわざ「はるヲうるひと」(作:佐藤二朗 演出:堤泰之)
- B-amiru「ペンパル狂時代」(作・演出:イチキ游子)
- 「殺める人々」(作・演出:坂上忍)

#### 2010年
- 散歩道楽太田組「粋で鯔背で、すごい馬鹿」(作・演出:太田善也)
- 「EGO-WRAPPIN'とメス豚の太股」(作・演出:坂上忍)

#### 2011年
- 「或る、致し方ない罪に対する、やるせない復讐のはじまり」(作・演出:坂上忍)
- 「株式会社893(ハチキューサン)」(作・演出:坂上忍)
- 「マザーフッカー」(作・演出:坂上忍)

#### 2012年
- ちからわざ「ハラナイ荘の人々」(作:佐藤二朗 演出:堤泰之)
- 「レッドカードファミリー リターンズ」(作・演出:坂上忍)
- 「ダメ出し」(作・演出:坂上忍)
- 肯定座「暗礁に乗り上げろ!」(作・演出:太田善也)

#### 2013年
- 「DRUG STORE」(作・演出:坂上忍)
- 鈴舟・内海賢二追悼公演「デイドリーム・ビリーバー」(作・演出:堤泰之)

#### 2014年
- ちからわざ「はるヲうるひと」(作:佐藤二朗 演出:堤泰之)
- ナミチョウ関係「海賊屋万次郎がゆく」(作・演出:太田善也)

#### 2015年
- モダンスイマーズ「悲しみよ、消えないでくれ」（作・演出：蓬莱竜太）
- アヴァンセプロデュース公演「或る、致し方ない罪に対する　やるせない復讐のはじまり」（作・演出：坂上忍）
- 東京マハロ「女は過去でできている」（作・演出：矢島弘一）
- 風琴工房「無頼茫々」（作・演出：詩森ろば）

#### 2016年
- 朗読劇「黄昏流星群」原作・弘兼憲史

#### 2023年
- 東京マハロ「貴子はそれを愛と呼ぶ」（作・演出：矢島弘一）[1]

#### 2024年
- そのいのち（作：佐藤二朗 演出：堤泰之）[2]

### テレビドラマ
- 昼顔〜平日午後3時の恋人たち〜 第1 - 3話・7話（2014年7月17 - 31日・8月28日 、フジテレビ） - 水谷京子 役
- 女はそれを許さない 第2話（2014年10月28日、TBS） - 秋代 役
- 上流階級〜富久丸百貨店外商部〜（2015年1月16日、フジテレビ）
- 私たちがプロポーズされないのには、101の理由があってだな シーズン2 第13話（2015年11月25日、LaLa TV） - 玲奈 役
- 警視庁ゼロ係〜生活安全課なんでも相談室〜 FIRST SEASON 第1話（2016年1月15日、テレビ東京） - 沢田 役
- 毒島ゆり子のせきらら日記 第3・4話（2016年5月5・12日、TBS） - 夏目春江 役
- クロスロード 第1シリーズ 第2話（2016年3月3日、NHK BSプレミアム） - 西尾香 役
- 民衆の敵〜世の中、おかしくないですか!?〜 第1・2話 （2017年10月23・30日、フジテレビ） - 恭子と共にいるママ友 役
- コウノドリ 第2シリーズ 第1話（2017年10月13日、TBS） - 上村昭子 役
- さくらの親子丼 最終話（2017年11月25日、フジテレビ） - 鈴木 役
- 木曜劇場 刑事ゆがみ 最終話（2017年12月14日、フジテレビ） - 今田裕子 役
- GIVER 復讐の贈与者（2018年、テレビ東京） ‐ 北尾麻紀 役
- 遺留捜査スペシャル5（2018年11月11日、テレビ朝日） - 榎戸千尋 役
- 絶対正義（2019年、フジテレビ） - 武田亜紀子 役
- シャーロック（2019年12月23日、フジテレビ） - 羽佐間道枝 役
- パラレル東京（2019年12月2 - 5日、NHK総合）- 近藤冴子 役
- 病室で念仏を唱えないでください 第1話（2020年1月17日、TBS） - 川辺真奈美 役
- 科捜研の女 Season19（2020年、テレビ朝日） ‐ 一ノ瀬響子 役
- 絶対零度 Season4 第7話（2020年2月17日、フジテレビ） - 長崎芳子 役
- 魔進戦隊キラメイジャー 第19話（2020年8月16日、テレビ朝日） - マダム 役
- タリオ 復讐代行の2人（2020年10月9日 - 、NHK総合・BS4K） - 小暮紀子 役
- 七人の秘書（2020年） ‐ 小島美奈子 役
- 監察医 朝顔 第2シーズン（2021年） ‐ 敷島由紀 役
- 西荻窪 三ツ星洋酒堂（2021年） - 石黒萌香 役
- ひきこもり先生（2021 - 2022年） - 永田智子 役
- ドクターX 〜外科医・大門未知子〜 第5話（2021年11月11日） - 五木陽子 役
- 妻、小学生になる。 第3話（2022年2月4日、TBS）- 出雲友香 役
- ミステリと言う勿れ 第7話（2022年2月21日、フジテレビ）- 児童相談所指導員 役
- 家政夫のミタゾノ 第5シリーズ 最終話（2022年6月10日、テレビ朝日） - 山本友里 役
- オクトー 〜感情捜査官 心野朱梨〜（2022年、読売テレビ・日本テレビ） - 佐久巻百合子 役
- 君の花になる（2022年、TBS） - ヨウコさん 役
- 祈りのカルテ（2022年、日本テレビ） - 尾形看護師 役
- シガテラ（2023年、テレビ東京） - 荻野舞子 役
- ペンディングトレイン-8時23分、明日 君と 最終話（2023年、TBS） - 芹澤麻子 役
- フェルマーの料理（2023年、TBS） - 桜井聖恵 役
- デフ・ヴォイス 法廷の手話通訳士（2023年、NHK総合・BSプレミアム4K） - 毎熊睦美 役
- 仮想儀礼（2024年、NHK） - 伊藤成美 役
- Re:リベンジ-欲望の果てに-（2024年、フジテレビ） - 武内佐奈江 役
- ソロ活女子のススメ4 第8話（2024年5月23日、テレビ東京）[3] - 50代妻 役
- 演じ屋（2024年） - 櫻井貴子 役
- 新宿野戦病院 第7話（2024年8月14日、フジテレビ） - 田辺の娘 役
- 私は整形美人（2025年1月17日 - 2月14日、フジテレビ） - 片桐和代 役[4]
- まどか26歳、研修医やってます! 第7話（2025年2月25日、TBS） - 坂本聡美 役[5]
- 愛の、がっこう。（2025年） - 植野憲子教頭 役

### 配信ドラマ
- 仮面ライダーBLACK SUN（2022年10月28日、Amazon Prime Video） - 野党議員 役
- 僕の手を売ります（2024年、FOD） - 戸根章子 役

### 映画
- 「ブルーシートブルース」監督:草苅 勲
- 「来世もやっぱ自分でヨロシク」監督:タテナイケンタ(主演)
- 「AUN」監督:Edgar Honetschläger
- 「明日やること ゴミ出し 愛想笑い 恋愛。」監督:上利 竜太
- 「ラストムービー」監督:古本 恭一
- 「星☆に願いを」監督:水元 泰嗣
- 「東京バタフライ」監督：佐近圭太郎
- 「はるヲうるひと 監督：佐藤二朗
- 「石とシャーデンフロイデ」監督：白磯大知[6]

### ラジオCM
- コカコーラ
- フロムA
- JT Roots
- 花王バブ
- Canonピクサス
- Canon Eos Kissデジタル
- 味の素
- ファンケル
- ホッピーサワー
- NTTデータ
- LION キレイキレイ
- 東芝ギガビート
- NTTドコモ
- 資生堂アクアレーベル
- マスターカード
- 資生堂ベネフィーク
- キットカット
- OCN
- 資生堂シセイドウ・メン
- サントリー山崎
- パナソニック
- サッポロ北海道プレミアム

他

### CM
- LAWSON パスタ屋
- 明治製菓
- 全労済
- アビタサローネ
- 大塚製薬 ファイブミニ
- ユニチャーム マミーポコパンツ(ナレーション)
- 花王エッセンシャル　詰め替えパック篇

### ラジオドラマ
- J-WAVE25・シアターマツモト
- ニッポン放送「らじどらッ」（三浦恵美役）